# 曾美慧孜
曾美慧孜（1988年10月3日—），本名曾尤美，別名曾子灵，中国女演员，生于贵州贵阳，曾以《頤和園》、《地球最後的夜晚》及《冥王星時刻》三次入圍坎城影展，又憑《蘋果》入圍柏林影展；2019年以電影《三夫》奪得《第38屆香港電影金像獎》「最佳女主角」殊榮。

## 生平
曾美慧孜籍贯山东聊城，從小在贵州省贵阳市成長，父母將其送到琵琶班、业余舞蹈班學藝，後來向贵州大学艺术学院表演系女副教授陶江拜師，繼續研習各種形神基本功。2002年，她参加由央視主辦的《全国新苗杯主持人大赛》，並贏得全国第三名，隨即獲中国传媒大学播音主持艺术学院免試取錄。2004年，她獲導演婁燁發掘而選擇成為演員，参演過多部电影及电视剧，包括《颐和园》、《苹果》、《冥王星时刻》、《下海》、《云水之旅》、《建国大业》、《手机》、《辣妈正传》、《待嫁老爸》、《东京血族》等。
2014年，曾美慧孜獨自往美國纽约大学蒂施藝術學院修讀電影系，2018年凭陈果執導的电影《三夫》中，性強迫症患者「小妹」一角兼在戲中演出大量裸露鏡頭，獲提名《第55届金马奖》「最佳女主角」，卻以一票之差败給谢盈萱；2019年初則以相同角色獲香港電影評論學會頒發「第25屆最佳女主角」獎項，更成功奪得《第38屆香港電影金像獎》「最佳女主角」殊榮，是繼春夏後，第二位憑限制級影片獲封「金像影后」的女演員。

## 演出作品

### 電視劇
| 首播   | 劇名           | 角色   |
| 2008年 | 梦幻天堂       | 程红   |
| 2010年 | 手機           | 牛彩云 |
| 2013年 | 辣媽正傳       | 仙 仙  |
| 2015年 | 待嫁老爸       | 咪 咪  |
| 2021年 | 双探           | 烏娜吉 |
| 2023年 | 繁花           | 敏敏   |
| 2024年 | 赤热           | 叶翠   |
| 待播   | 破悬案(網絡劇) |        |

### 電影
| 首映   | 電影名             | 角色             |
| 2006年 | 颐和园             | 冬冬             |
| 2007年 | 別拿自己不當幹部   | 趙小玲           |
| 2007年 | 苹果               | 小妹             |
| 2009年 | 建国大业           | 女兵             |
| 2009年 | 气喘吁吁           | 张               |
| 2009年 | 花/母狗/婊子       | 丁一女友         |
| 2017年 | 东京血族（微電影） | 凉子             |
| 2017年 | 下海               | 丹丹             |
| 2018年 | 云水之旅           | 林美美           |
| 2018年 | 地球最後的夜晚     | Call機           |
| 2018年 | 三夫               | 小妹             |
| 2018年 | 冥王星時刻         | 春苔             |
| 2019年 | 南方车站的聚会     | 萍萍             |
| 2020年 | 大盜演             | 劉連飄飄         |
| 2021年 | 金錢男孩           | 露露、梁虹、李玉 |
| 2022年 | 断·桥              | 甘小漾           |
| 2023年 | 河边的错误         | 白潔             |
| 2025年 | 狂野時代           |                  |
| 2025年 | 绑架毛乎乎         | 石俊霞           |

### 舞台劇 / 話劇
| 首演   | 劇名     | 角色   |
| 2006年 | 钦差大臣 | 民女   |
| 2008年 | 日出     | 小东西 |

## 獎項紀錄
| 年份 | 典禮類型                     | 獎項           | 作品           | 結果 |
| ---- | ---------------------------- | -------------- | -------------- | ---- |
| 2018 | 第55屆金馬獎                 | 最佳女主角     | 《三夫》       | 提名 |
| 2018 | 第9屆香港電影編劇家協會      | 最佳角色演繹獎 | 《三夫》       | 獲獎 |
| 2019 | 第13屆亞洲電影大獎           | 最佳女主角     | 《三夫》       | 提名 |
| 2019 | 第25屆香港電影評論學會大獎   | 最佳女演員     | 《三夫》       | 獲獎 |
| 2019 | 第12屆香港電影導演會年度大獎 | 最佳女主角     | 《三夫》       | 獲獎 |
| 2019 | 第2屆MOVIE6全民票選電影大獎  | 最佳女主角     | 《三夫》       | 提名 |
| 2019 | 第38屆香港電影金像獎         | 最佳女主角     | 《三夫》       | 獲獎 |
| 2019 | 第1屆香港電影我撐場民選大獎  | 最撐女主角     | 《三夫》       | 提名 |
| 2019 | 第19屆華語電影傳媒大獎       | 最佳女配角     | 《冥王星時刻》 | 獲獎 |